# 麻雀樂團
《麻雀樂團》（英語：Heavenly Hand）是香港無綫電視製作的時裝喜劇電視劇，由譚俊彥、李佳芯、郭柏妍、姜大衞、韋家雄、黃庭鋒、胡敏芝、謝東閔及何啟南主演，黃偉強編審、羅永賢監製。
故事以管弦樂團及麻雀館作題材，講述一個女大提琴手沈家明（郭柏妍飾）參加的業餘管弦樂團面臨解散，卻忽然得到麻雀館老闆司徒久（譚俊彥飾）出手挽救。
原来沈家明就是司徒久失散多年的女兒，但基於種種原因，司徒久不敢與沈家明相認。 司徒久得力助手張鐵知道後，決定出任樂團副團長，從中協助兩人相認。 情感上，司徒久卻控制不了對女兒的關注和關懷，結果因為太瘋狂，一度被誤以為是變態中年大叔，引爆連串錯摸及笑話。

## 演員表

### 主要角色
- 譚俊彥 飾 司徒久，位於灣仔的「大龍鳳麻雀館」第二代東主[4][5]，沈家明生父
- 李佳芯 飾 張鐵，司徒久的助理[4]，其後成為情侶
- 郭柏妍 飾 沈家明，年青的大提琴手，港灣樂團成員；是司徒久失散多年的女兒[4]
- 姜大衞 飾 歐陽宗，德旺集團主席，經營連鎖麻雀館，長期連任麻雀公會主席，司徒家的宿敵[5][6]
- 韋家雄 飾 張威，與司徒久、吳駿強稱兄道弟的總角之交[4][7]，張鐵之兄；開設酒吧[6]
- 黃庭鋒 飾 程朗，年幼時被司徒久收養，以兄弟相稱[4][5]；任職軍裝警員[6]；與沈家明有戀情[2]
- 胡敏芝 飾 程晴，程朗之妹，年幼時同被司徒久收養，以兄妹相稱；由司徒久資助開設快餐店維生[4][6][5][8]
- 謝東閔 飾 金孝成，指揮家，為人毒舌；起初拒絕擔任港灣樂團指揮，但因程晴的要脅而首肯，後與程晴發展戀情[8][9][10]
- 何啟南 飾 吳駿強，與司徒久、張威稱兄道弟的總角之交[4][7]；任職軍裝警員，程朗的同袍前輩[6]；曾為錢私通歐陽宗[11]

### 其他角色
- 莊易羚 飾 沈盈，司徒久前妻[5][8]，沈家明生母，於三年前因癌症去世
- 廖家爵 飾 司徒久（青年時期）[12]
- 黃洛妍 飾 楊穎兒（Hailey），港灣樂團成員[7][8]，小提琴手
- 梁荺苓 飾 莊逸希（Jessi），港灣樂團成員[7][8]，小提琴手
- 郭子健 飾 黃尚偉（Will），港灣樂團成員[7][8]，中提琴手
- 陳皓雲 飾 方奕濤（Thomas），港灣樂團成員[7][8]，小提琴手
- 吳兆麟 飾 何建國[7]，港灣樂團成員，中提琴手，母語為英語，但喜以中文名自稱[註 1]
- 何晉樂[13] 飾 港灣樂團成員，大提琴手，曾被金孝成斥責未調較好自己的琴[註 2]
- 黃頌明 飾 港灣樂團成員，曾帶着兩子參加練習[註 2]
- 蔡愷穎[14]、劉嘉琪[13]、蔡景行[13]、張景堯[13]、金永衡[13]、李海銅[15]、曾文心[15]等 飾 其他港灣樂團成員
- 陳嘉輝 飾 宋揚，港灣樂團團長，後來將樂團賣給司徒久
- 鄔嘉駿 飾 李永輝，程晴前度男友[16]
- 關嘉敏 飾 徐若玲，阿輝現任女友，充滿心機[16]
- 林溥來 飾 楊堅，平日看似書呆子的變態連環殺手，對張鐵有不軌企圖[2][17]

## 製作
此劇監製羅永賢及編審黃偉強是合作多年的老拍檔，其中主要為2015年《律政強人》開始的「強人」系列。
2024年3月開鏡，同年6月殺青。為配合劇情，此劇大部份外景均在灣仔實地取景。
選角
劇中飾演港灣樂團成員的演員有不少是真實的樂手，其中郭子健及陳皓雲來自香港業餘管弦樂團（HKAO），該樂團協助了多場大型弦樂表演場口的拍攝；黃洛妍則是擁有演奏學位的專業小提琴手兼歌手，她在演戲方面屬於新人，過去只是略有客串演出的經驗，她亦負責演唱此劇的主題曲及片尾曲。飾演樂團大提琴手的郭柏妍則未有相關底子，拍攝前曾跟隨專業導師練習大半年；她亦在此劇中首次嘗試短髮造型，據她所述自童年起便一直留着長髮。飾演指揮家的謝東閔現實中亦為歌手及開設音樂學校，拍攝前他向懂得指揮的學校合伙人請教，並經常練習。
程晴一角的戲份在女角中排行第三，飾演者胡敏芝以往主要擔任綜藝節目主持，劇集演出機會不多，此劇是她首次演出戲份較重的配角。
飾演連環殺手的林溥來亦是資訊節目主持出身，偶有參演劇集，他從「強人」系列《白色強人II》（2022年）開始被羅永賢重用，屢次飾演較有發揮的反派角色。
飾演主角司徒久的譚俊彥在拍攝「強人」系列《企業強人》（2024年播出）一劇時認識後輩廖家爵，後推薦對方在此劇中飾演自己角色的年青版。
關嘉敏過往較受注意的劇集演出，是《美麗戰場》（2022年）中陰險惡毒的第三者角色圓圓，她在此劇再次演出第三者角色，被視為與前者相似。她曾在「強人」系列《破毒強人》（2023年）飾演一名沒對白的殺手，態度被羅永賢評為專業。
這是女主角李佳芯離開無綫電視前最後一套主演的電視劇，亦是謝東閔2024年離開無綫電視後才被播出的演出作品之一。

### 構思與風格
此劇有一些對白及情節被認為源自周星馳電影，包括金孝成一角的「廢柴」等毒舌對白。
劇中沈家明向程朗立下借據，承諾接受對方任何差遣的一幕，則令傳媒聯想到《溏心風暴》（2006年）中角色唐至安與常在心之間的類似情節。

## 音樂
此劇的主題曲《轉角》及片尾曲《有效日期》均由劇中演員黃洛妍演唱。兩曲皆由鄺靜欣作曲，她是此劇監製羅永賢之妻，曾經為其劇集創作《白色強人》插曲《Can You Hear》。
此劇亦使用陳奕迅的舊歌《綿綿》（2000年）及《與我常在》（1997年）作為插曲。其中《與我常在》，此曲推出年份司徒久18歲，因此主要用於司徒久年青回憶的情節中。
劇中講述主角司徒久對於女兒演奏入門樂曲Long, Long Ago（英國民謠）的影片念念不忘，不時出現相關回憶片段，及劇中人哼出此曲旋律的情節。

## 收視
| 週數 | 日期            | 節目跨平台直播收視 | 跨平台直播觀看人數 | 來源   |
| ---- | --------------- | ------------------ | ------------------ | ------ |
| 1    | 7月28日至8月1日 | 19.4點             | 126萬              | [ 26 ] |
| 2    | 8月4日至8月8日  | 20.0點             | 129萬              | [ 27 ] |
| 3    | 8月11日至15日   | 19.4點             | 126萬              | [ 28 ] |

## 連結
- 麻雀樂團劇情及演員名單｜全25集劇透懶人包（持續更新）譚俊彥/李佳芯/郭柏妍/姜大衛 訴說灣仔人情味 | TVB 無綫電視
- 麻雀樂團 | TVB 無綫電視
- 《麻雀樂團》myTV SUPER線上看